# Micrommata virescens ornata
Micrommata virescens là một phân loài nhện trong họ Sparassidae.
Loài này thuộc chi Micrommata. Micrommata virescens ornata được Charles Athanase Walckenaer miêu tả năm 1802.

## Hình ảnh

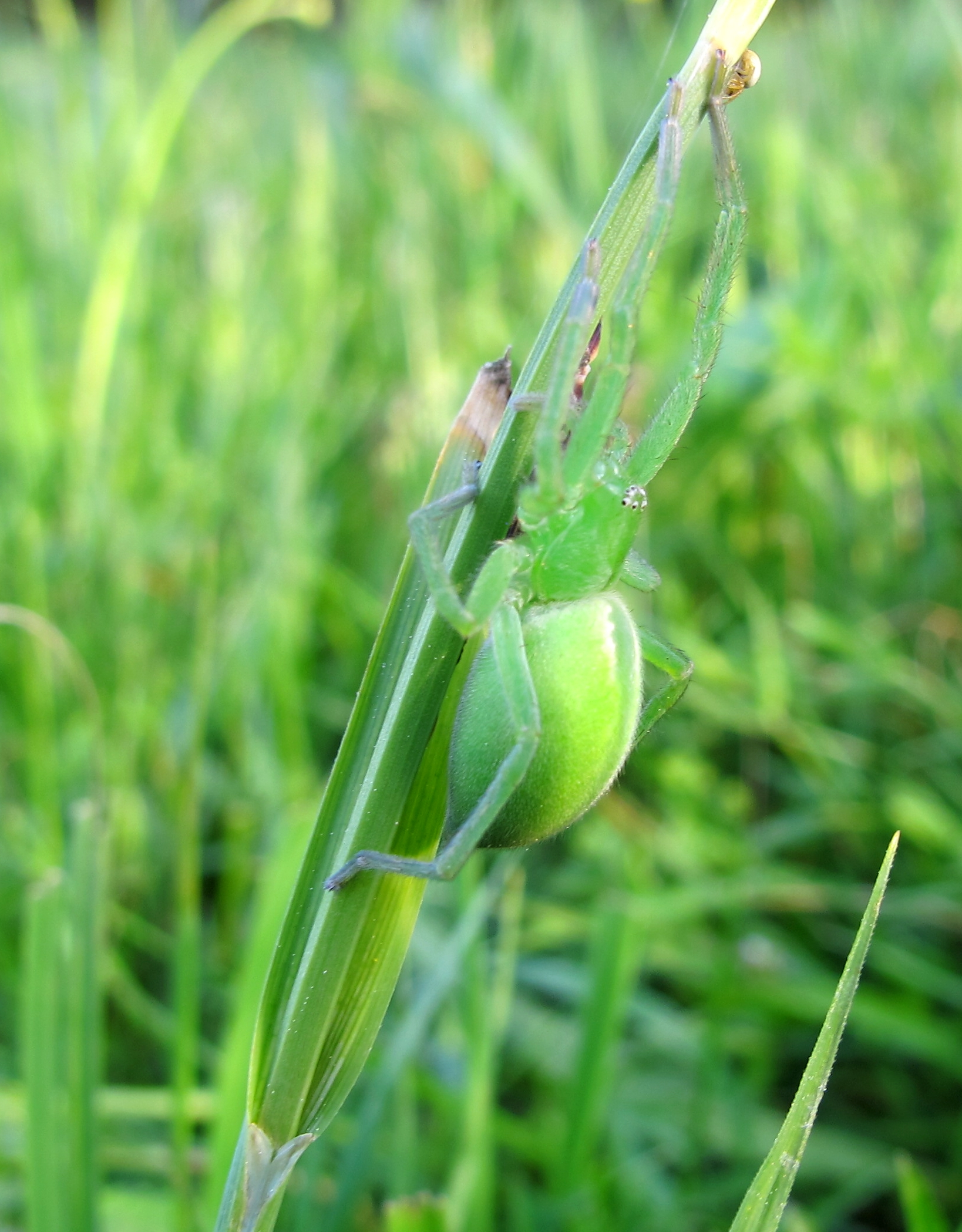
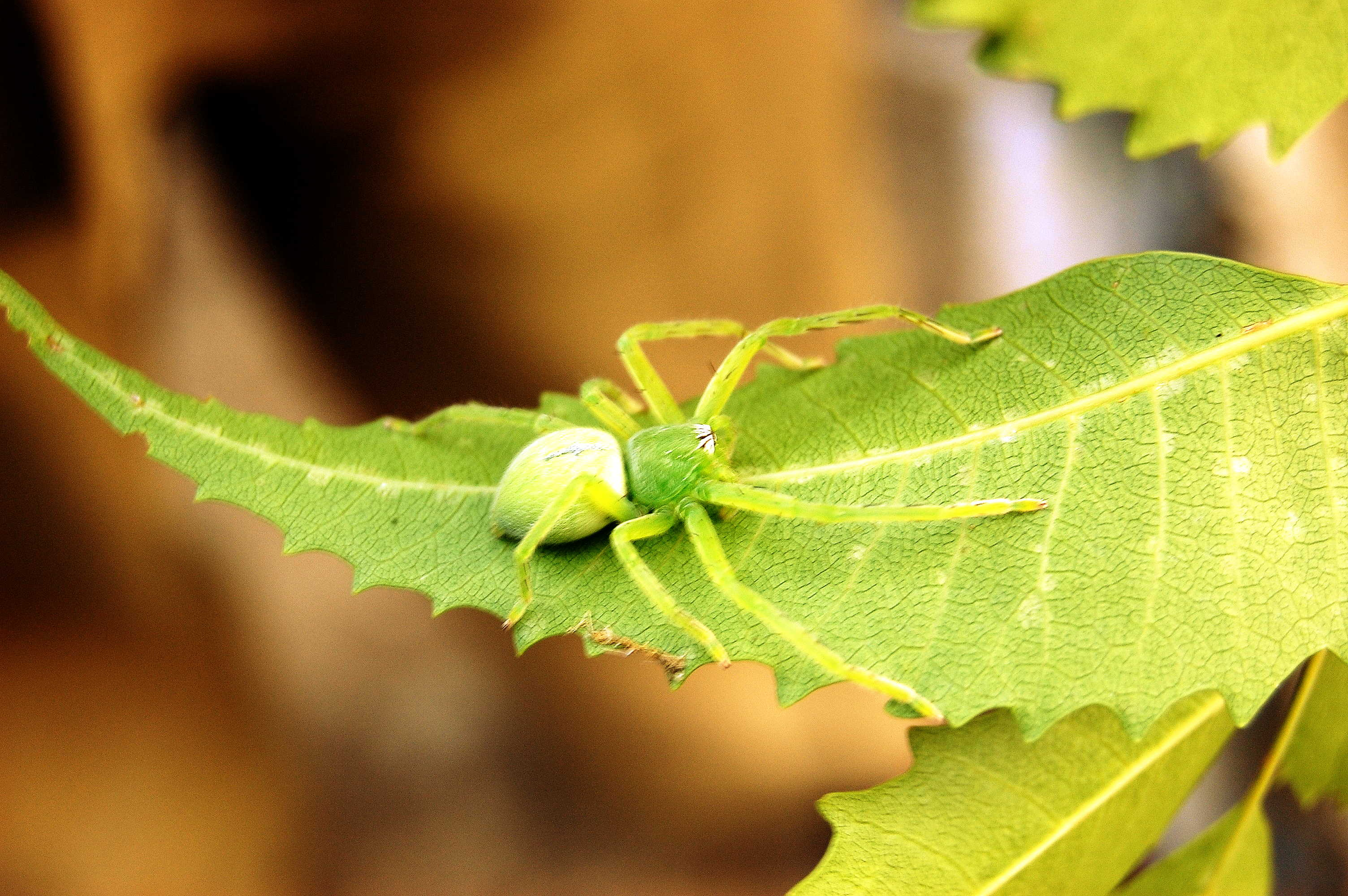
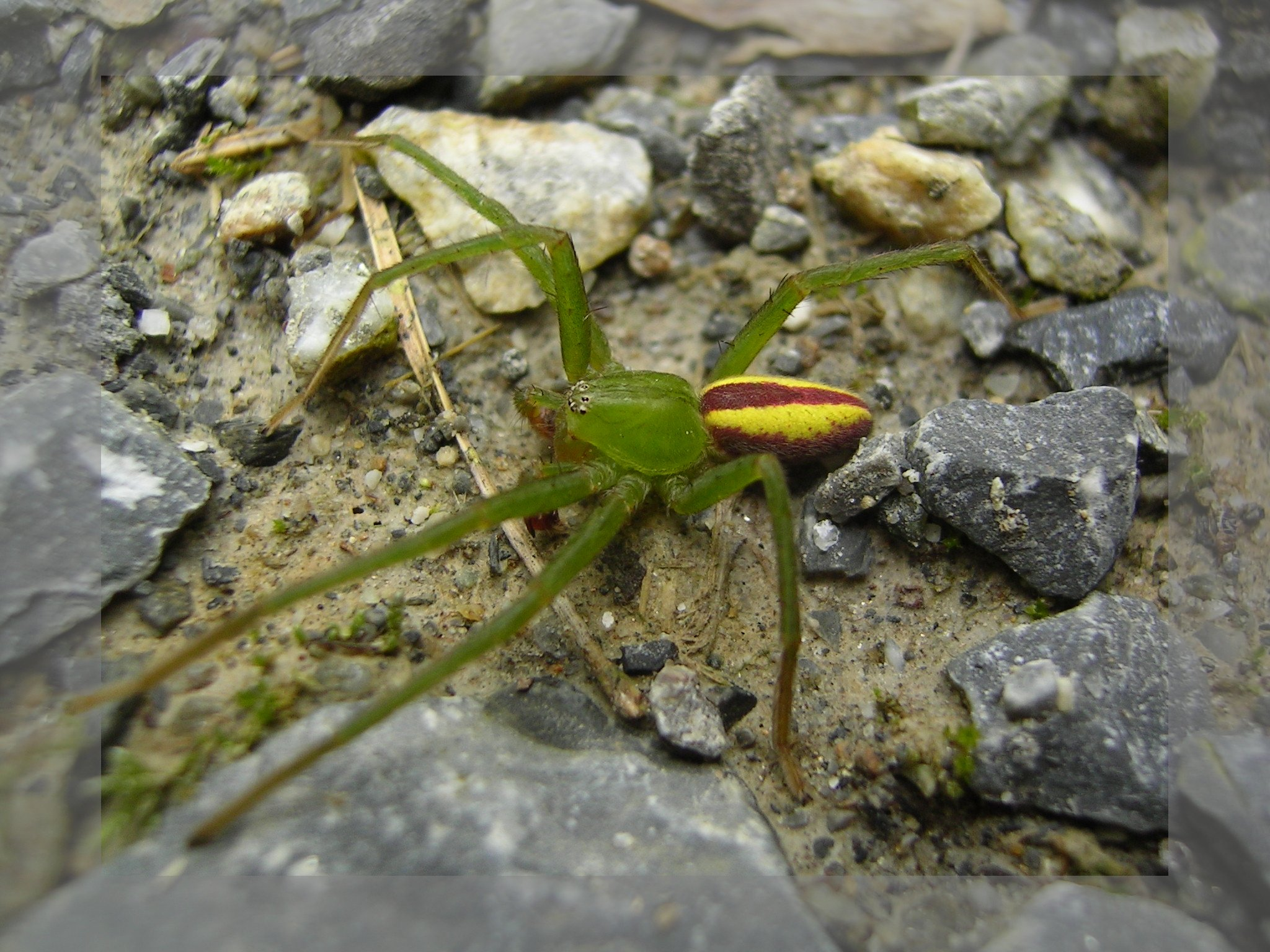
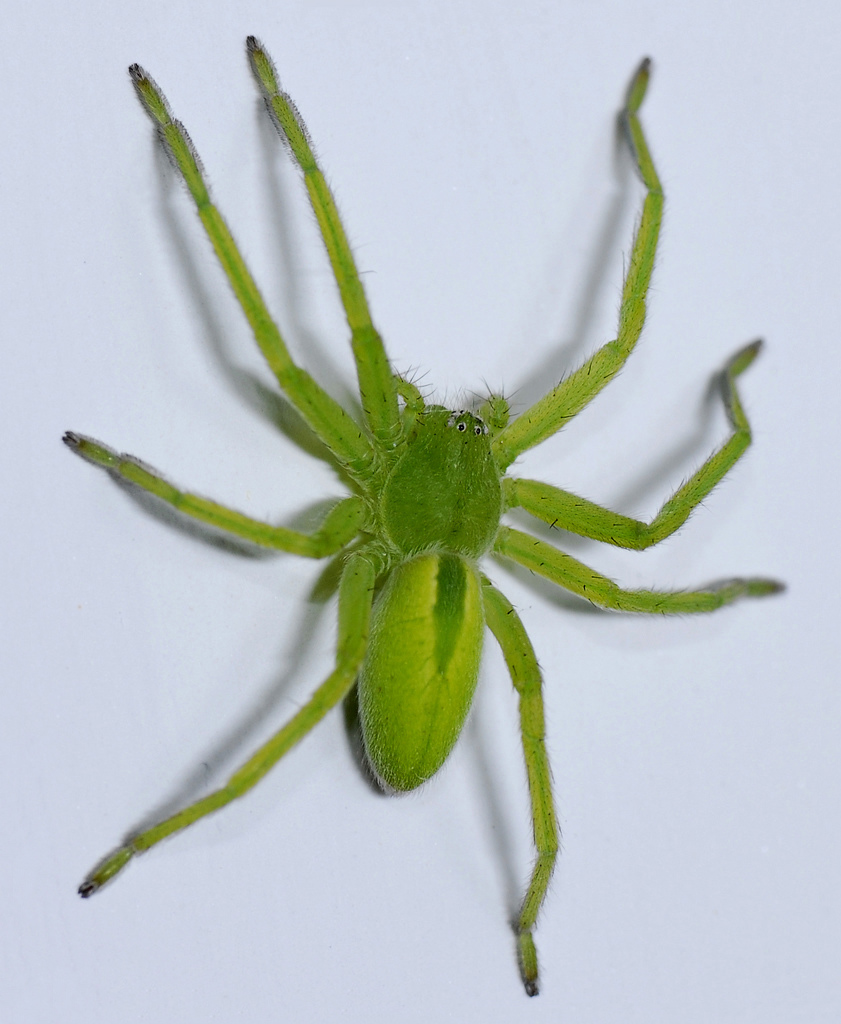